# Europese kampioenschappen indooratletiek 2025 – 3000 meter mannen
De 1500 meter voor mannen op de Europese indoorkampioenschappen van 2025 vonden de series plaats op 8 maart en de finale op 9 maart 2025 en werd gehouden op de shorttrackbaan van Omnisport in Apeldoorn in Nederland. Het was de zesendertigste keer dat dit onderdeel op het programma stond.
De Noor Jakob Ingebrigtsen won de net als de 1500 meter voor mannen nu de 3000 meter. Het was de vierde achtereenvolgende keer dat Ingebrigtsen Europees kampioen indoor werd in een tijd van 7.48,37. Het zilver ging naar de Brit George Mills in 7.49,41 en het brons ging naar de Fransman Azeddine Habz in 7.50,48 wat zijn tweede medaille was op dit toernooi na de 1500 meter. De Nederlanders Stefan Nillessen en Niels Laros kwamer er niet aan te pas in de finale en werden achtste en elfde.

## Records
Voorafgaand aan het toernooi waren dit het Wereldrecord, Europees record, Kampioenschapsrecord en de Wereld-, Europese leiding.
| Wereldrecord         | Grant Fisher  | 7.22,91 | New York     | 8 februari 2025  |
| Europees record      | Mohamed Katir | 7.24,48 | Karlsruhe    | 15 februari 2023 |
| Kampioenschapsrecord | Ali Kaya      | 7.38,22 | Praag        | 7 maart 2015     |
| WL                   | Grant Fisher  | 7.22,91 | New York     | 8 februari 2025  |
| EL                   | George Mills  | 7.27,92 | Val-de-Reuil | 2 februari 2025  |

## Resultaten[2]

### Series
De eerste drie van elke serie kwalificeerden zich direct voor de finale.

#### Serie 1
| Rang | Atleet               | Land                | Tijd    | Bijz. |
| ---- | -------------------- | ------------------- | ------- | ----- |
| 1    | George Mills         | Verenigd Koninkrijk | 7.50,87 | Q     |
| 2    | Andreas Almgren      | Zweden              | 7.50,91 | Q     |
| 3    | James West           | Verenigd Koninkrijk | 7.51,13 | Q     |
| 4    | Azeddine Habz        | Frankrijk           | 7.51,61 | Q     |
| 5    | Maximilian Thorwirth | Duitsland           | 7.51,72 | Q     |
| 6    | Miguel Moreira       | Portugal            | 7.51,74 | Q     |
| 7    | Filip Ingebrigtsen   | Noorwegen           | 7.51,76 |       |
| 8    | James Gormley        | Ierland             | 7.53,27 |       |
| 9    | Mike Foppen          | Nederland           | 7.53,32 |       |
| 10   | Bastien Augusto      | Frankrijk           | 7.53,53 |       |
| 11   | Ruben Verheyden      | België              | 7.53,76 |       |

#### Serie 2
| Rang | Atleet             | Land                | Tijd    | Bijz. |
| ---- | ------------------ | ------------------- | ------- | ----- |
| 1    | Jakob Ingebrigtsen | Noorwegen           | 7.55,32 | Q     |
| 2    | Romain Mornet      | Frankrijk           | 7.55,99 | Q     |
| 3    | Florian Bremm      | Duitsland           | 7.56,17 | Q     |
| 4    | Stefan Nillessen   | Nederland           | 7.56,23 | Q     |
| 5    | Andrew Coscoran    | Ierland             | 7.56,37 | Q     |
| 6    | Niels Laros        | Nederland           | 7.56,40 | Q     |
| 7    | Sam Parsons        | Duitsland           | 7.56,68 |       |
| 8    | Adam Fogg          | Verenigd Koninkrijk | 7.57,68 |       |
| 9    | Baldvin Magnusson  | IJsland             | 7.58,56 |       |
| 10   | Duarte Gomes       | Portugal            | 7.59,24 |       |
| 11   | John Heymans       | België              | 7.59,36 |       |
| 12   | Elzan Bibić        | Servië              | 8.01,67 |       |

### Finale
| Rang   | Atleet               | Land                | Tijd         | Bijz. |
| ------ | -------------------- | ------------------- | ------------ | ----- |
| Goud   | Jakob Ingebrigtsen   | Noorwegen           | 7.48,37      | SB    |
| Zilver | George Mills         | Verenigd Koninkrijk | 7,49,41      |       |
| Brons  | Azeddine Habz        | Frankrijk           | 7,50,48      |       |
| 4      | Andreas Almgren      | Zweden              | 7,50,66      |       |
| 5      | James West           | Verenigd Koninkrijk | 7.51,46      |       |
| 6      | Andrew Coscoran      | Ierland             | 7.51,77      |       |
| 7      | Florian Bremm        | Duitsland           | 7.55,83(821) |       |
| 8      | Stefan Nillessen     | Nederland           | 7.55,83(828) |       |
| 9      | Maximilian Thorwirth | Duitsland           | 7.56,41      |       |
| 10     | Romain Mornet        | Frankrijk           | 7.56,98      |       |
| 11     | Niels Laros          | Nederland           | 7.57,18      |       |
| 12     | Miguel Moreira       | Portugal            | 7.59,81      |       |